# 國家橋 (斯德哥爾摩)

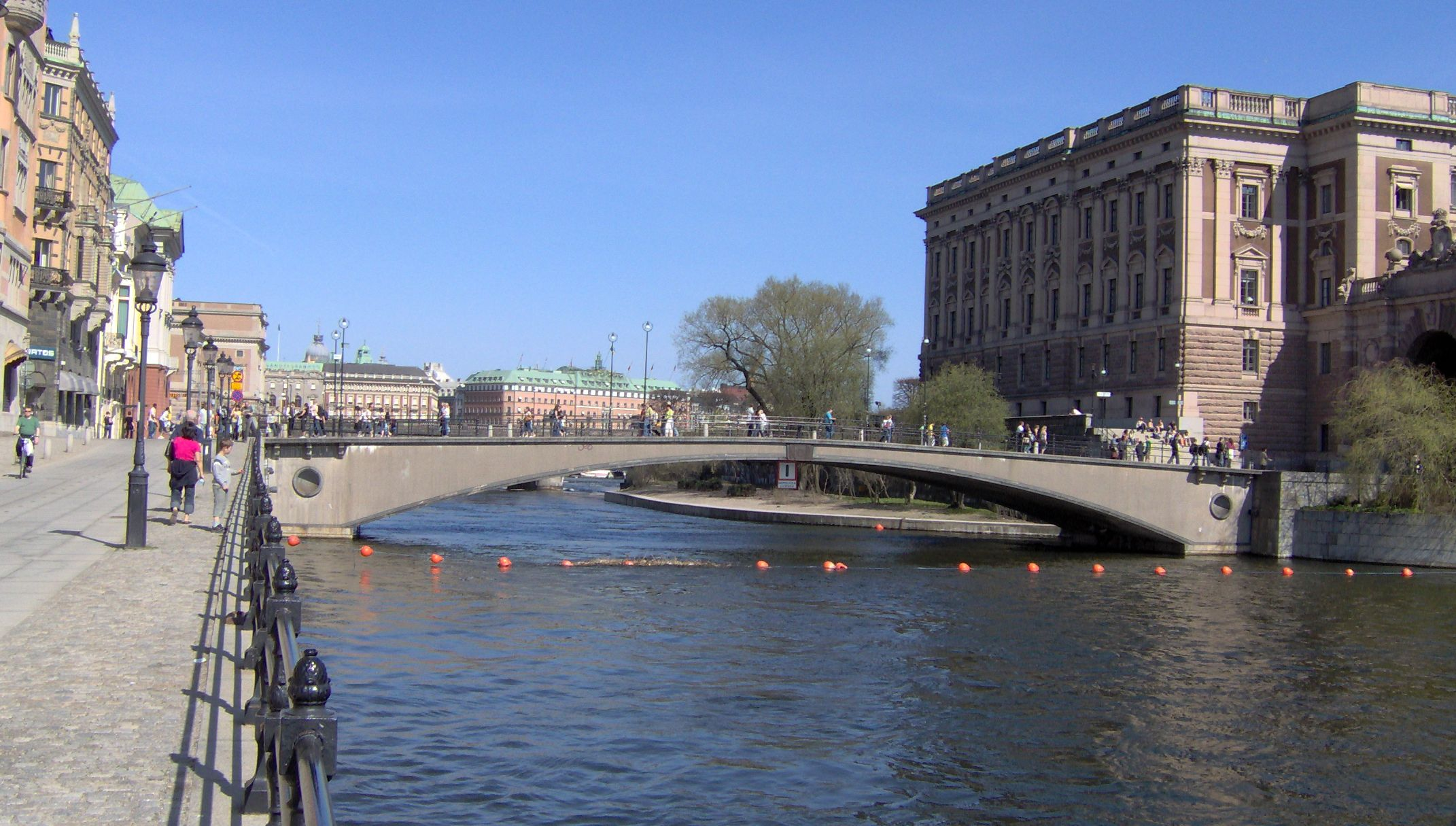
國家橋

國家橋（Riksbron）是位於瑞典首都斯德哥爾摩市中心的一座橋樑。國家橋靠近瑞典的多座重要政治建築。國家橋的修建構想開始於18世紀。1907年，這裡修建了一座小型的人行橋，1931年替代为当前的石拱桥。